# Toni Erdmann
A Toni Erdmann 2016-ban bemutatott német–osztrák film, amelyet Maren Ade rendezett.
A forgatókönyvet Maren Ade írta. A producerei Maren Ade, Jonas Dornbach, Janine Jackowski és Michael Merkt. A főszerepekben Peter Simonischek, Sandra Hüller, Ingrid Bisu, Michael Wittenborn és Thomas Loibl láthatóak. A film gyártója a Komplizen Film, a coop99 filmproduktion, a KNM, a Missing Link Films, az SWR, a WDR és a Arte, forgalmazója az NFP Marketing & Distribution. Műfaja filmdráma és filmvígjáték.
Németországban 2016. július 14-én, Ausztriában 2016. július 15-én mutatták be a mozikban. Magyarországon az HBO vetítette.

## Szereplők
| Szereplő | Színész                | Magyar hang            |
| --- | ---------------------- | ---------------------- |
| Winfried Conradi / Toni Erdmann | Peter Simonischek      | Barbinek Péter         |
| Ines Conradi | Sandra Hüller          | Balsai Móni            |
| Anca | Ingrid Bisu            | Csifó Dorina           |
| Steph | Lucy Russell           | Kiss Virág Magdolna    |
| Henneberg | Michael Wittenborn     | Csernák János          |
| Gerald | Thomas Loibl           | Fazekas István         |
| Tim | Trystan Pütter         | Zámbori Soma           |
| Tatjana | Hadewych Minis         | Zakariás Éva           |
| Iliescu | Vlad Ivanov            | Holl Nándor            |
| Flavia | Victoria Cocias        | Andresz Kati           |
| Annegret | Ingrid Burkhard        | Kassai Ilona           |
| Dascalu | Alexandru Papadopol    | Horváth Illés          |
| Natalja | Victoria Malektorovych | Ősi Ildikó             |
| Gerhard | Jürg Löw               | Rosta Sándor           |
| Renate | Ruth Reinecke          | Menszátor Magdolna     |
| Bogdan | Radu Banzaru           | Vári Attila            |
| Manager Spa | Radu Dumitrache        | Horváth-Töreki Gergely |
| Irma | Klara Höfels           | Zsolnay Júlia          |
| Walter | Hartmut Stanke         | Forgács Gábor          |
| Oliver | Hans Löw               | Turi Bálint            |
| Babette | Julischka Eichel       | Bálint Adrienn         |
| Lukas | Lennart Moho           | Boldog Gábor           |
| Bärbel | Irene Rindje           | Molnár Zsuzsa          |
| Mr. Vermillard | Sava Lolov             | Pál Tamás              |
| Mr. Myers | John Keogh             | Papucsek Vilmos        |
| Dorina | Cezara Dafinescu       | Borbáth Ottília        |
| Ana | Ozana Oancea           | Hirling Judit          |
| További magyar hangok |                        |                        |
| Ács Balázs, Bárány Virág, Bor László, Bor Márton, Botár Endre, Csépai Eszter, Egressy Tamás, Fehérváry Márton, Formán Bálint, Grúber Zita, Kapácsy Miklós, Kisfalusi Lehel, Mayer Szonja, Németh Attila István, Petridisz Hrisztosz, Pupos Tímea, Renácz Zoltán, Suhajda Dániel, Vámos Mónika, Virág Csilla, Welker Gábor |                        |                        |